# Mechitaristen
Die Mechitaristen (armenisch Մխիթարեան) sind eine Kongregation armenisch-katholischer Geistlicher (italienisch Congregazione Armena Mechitarista; Ordenskürzel CAM oder OMech, in Österreich CMV). Ihren Gottesdienst feiern sie nach dem armenischen Ritus, allerdings mit gewissen Anpassungen an abendländische Bräuche.

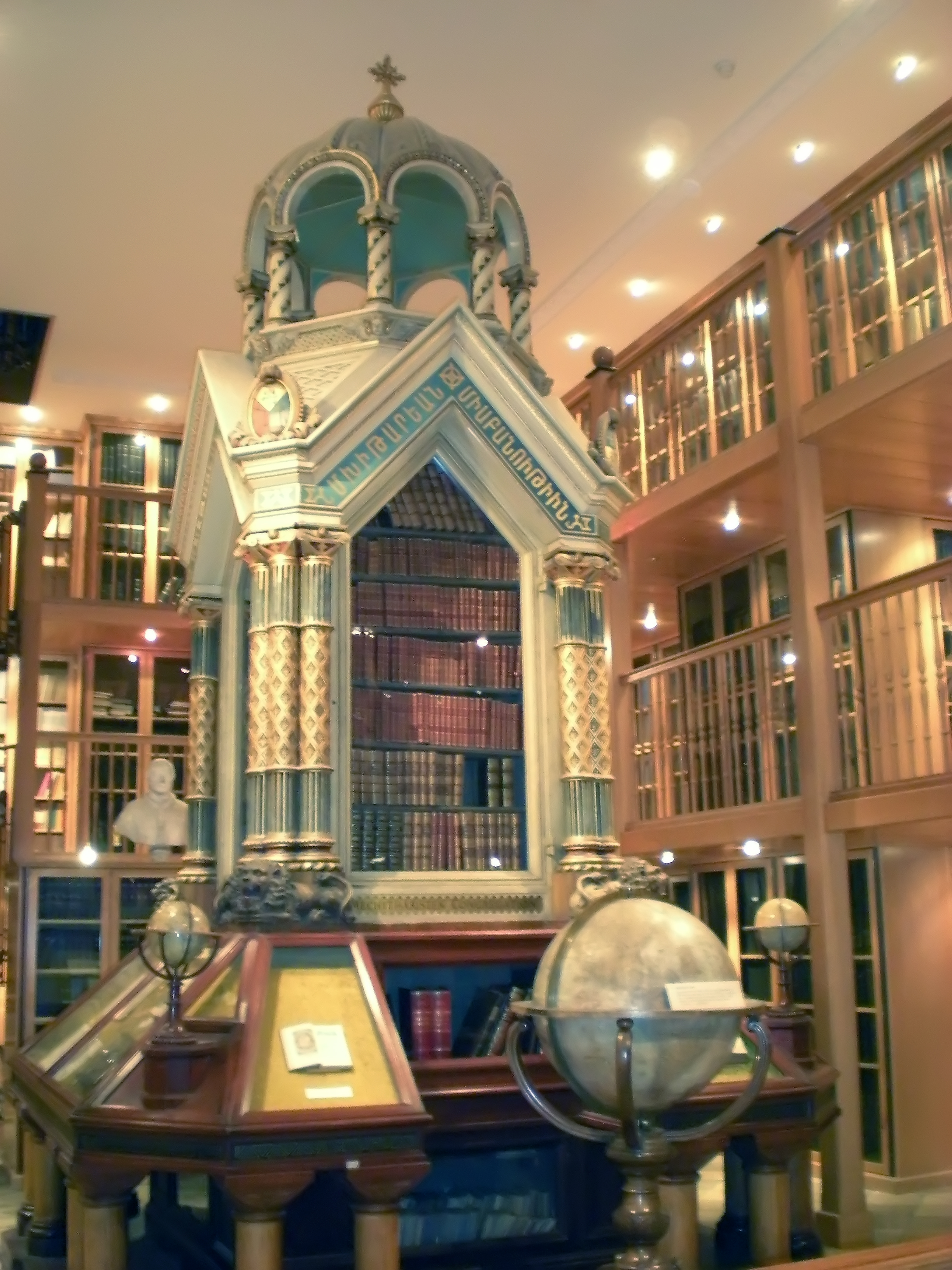
Bibliothek des Mechitaristenklosters

## Geschichte der Mechitaristen

### Gründung
Nachdem der Armenier Mechitar von Sebasteia (1676–1749) im Jahr 1691 in das armenische Kloster zum Heiligen Kreuze bei Sivas (Anatolien) eintrat, lernte er nach seiner Weihe auf einer Reise nach Etschmiadsin in Armenien den gelehrten Jesuiten Jacques Villotte (1656–1743) kennen. Dieser Missionar berichtete ihm von der europäischen Kultur, Wissenschaft und der römisch-katholischen Kirche. Diese Begegnung hinterließ einen großen Eindruck auf Mechitar. Fortan wollte er das Wissen und den Glauben der Armenier auf ein höheres wissenschaftliches und religiöses Niveau erheben. Mit seinem Lebensziel stieß er aber auf erheblichen Widerstand bei seiner kirchlichen Hierarchie.
Im Jahre 1700 reiste er nach Konstantinopel, wo er im Jahre 1701 eine Kongregation zur geistlichen und geistigen Regeneration seiner Landsleute stiftete. Er nannte seine Kongregation Orden des Heiligen Antonius.
In Konstantinopel dem armenischen Patriarchen wegen Hinneigung zur katholischen Kirche verdächtig geworden, siedelte Mechitar mit seinen Mitbrüdern zunächst 1703 nach Methoni auf der Südwest-Peloponnes, die damals venezianisch war, über. Dort erbaute er im Jahre 1706 eine Kirche mit Kloster zu Ehren des heiligen Antonius. Nach ihrem Übertritt in die volle Gemeinschaft der katholischen Kirche erhielt die Kongregation 1712 von Papst Clemens XI. die Bestätigung. Als Bedingung zur Anerkennung der Kongregation war aber die Annahme einer älteren Ordensregel notwendig. So übernahmen die Mechitaristen die benediktinischen Ordensregeln und wählten Mechitar im Jahre 1713 zu ihrem Abt und es entstand die Congregatio monastica Antonianorum Benedictinorum Armenorum. Die Mechitaristen zählen somit zur Gruppe der benediktinischen Orden.

### Mechitaristen von San Lazarro

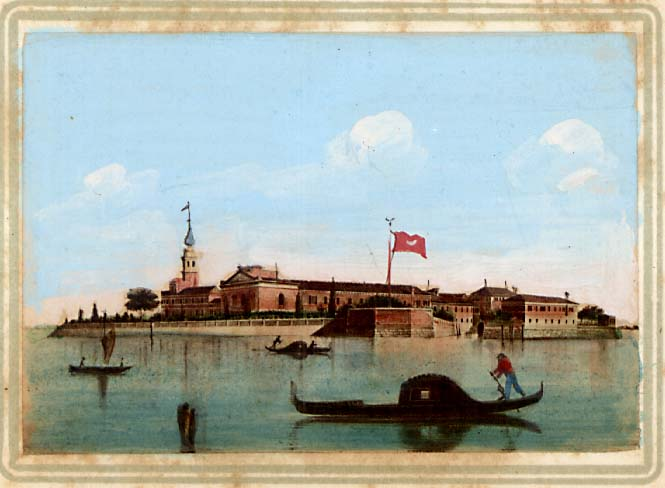
Mechitaristenkloster San Lazzaro in Venedig

Im Jahre 1714 brach der achte venezianische Türkenkrieg aus, der vorwiegend auf dem Peloponnes ausgetragen wurde. So mussten die Mechitaristen, insgesamt zwölf Mönche, nach Venedig flüchten. Im Jahre 1717 wurde ihr Klosteranwesen in Methoni durch den Krieg zerstört. Im gleichen Jahr erhielten sie als Geschenk vom Senat Venedigs die Insel San Lazzaro, auf der ein stattliches Kloster mit Kirche erbaut wurde und wo Mechitar seinen Lebensabend verbrachte. Er verstarb dort 1749. Die Ordensregeln wurden später unter dem Abt Stephan Melkonian reformiert.
Im Jahre 1911 hatte die Kongregation etwa 150 armenische Mönche sowie 15 Einrichtungen in Europa und Asien. Heute unterhält der venezianische Zweig fünf Konvente, zwei Oberschulen und vier Schulen sowie eine wissenschaftliche armenische Akademie und einen Verlag. Um 2010 hat die Venetianer Kongregation insgesamt 50 Mönche.

### Wiener Mechitaristen

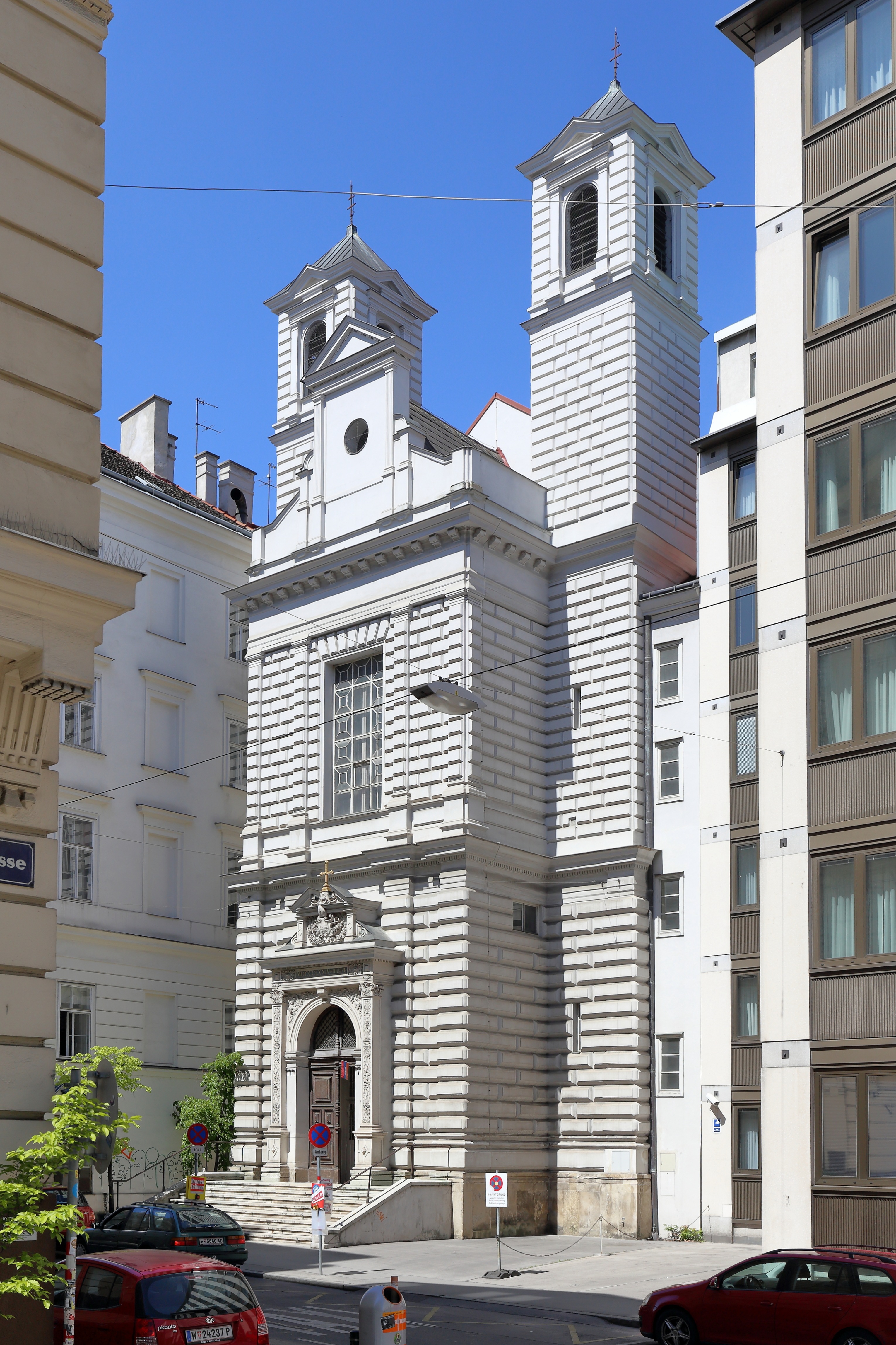
Mechitaristenkirche in Wien

Ein Disput über die reformierten Ordensregeln führte im Jahre 1772 zur Etablierung eines weiteren Ordenszweiges, der sich zunächst in Triest niederließ, später aufgrund der Napoleonischen Kriege in Europa weiterziehen musste und sich letztendlich 1805 in Wien  niederließ. Trotz der Änderung der Ordensregeln und des Disputes hielten die Mönche an dem Gründungsprogramm ihres Kongregationsstifters fest.
1810 übergab ihm Franz I. in St. Ulrich im heutigen VII. Bezirk (Neubau) ein Kapuzinerkloster, das heutige Mechitaristenkollegium; erster Generalabt war Adeodatus Babik. Dadurch wurde auch der armenisch-katholische Ritus als einer der drei Riten der Katholischen Kirche in Österreich anerkannt, die Niederlassung bildet bis heute die Körperschaft des öffentlichen Rechts, die diese Glaubensrichtung offiziell vertritt.
Im Jahr 1842 wurde die Mechitaristengasse nach dem Orden und dessen Kloster benannt.
Das Kollegium besitzt eine 1811 gegründete und bis 1998 voll operative eigene Druckerei, wo Werke in 41 verschiedenen nahöstlichen Sprachen bzw. Schriften gedruckt werden konnten, sowie eine Buchhandlung. Seit dem Jahre 1887 publizieren sie ein Journal der armenischen Philologie Handés Amsorya. Die Bibliothek ist eine der bedeutendsten armenische Handschriften- und Zeitschriftensammlungen der Welt. Außerdem ist ein Museum eingerichtet, in dem etwa eine wertvolle Münzsammlung und zahlreiche Exponate zu alter armenischer Kunst und zur Kultur zu sehen sind. Die Wiener Mechitaristenkirche in der Neustiftgasse heißt Kirche Maria Schutz. Sie wurde im Jahre 1874 nach Plänen Joseph Kornhäusels erbaut.
Seit 1889 ist das Kloster zudem Sitz einer Destillerie, wo der Kräuterlikör Mechitharine hergestellt wird, dessen Rezept aus dem Jahr 1680 stammen und von Mechitar selbst aus Istanbul mitgebracht worden sein soll.
Die Wiener Kongregation zählte 2014 17 Mitglieder. Sie ist auch missionarisch tätig. Schon während der Zeit der österreichisch-ungarischen Monarchie etablierten sie Kirchengemeinden in Budapest, Cambridge (Massachusetts) und Los Angeles. In Wien unterhielten sie eine Schule, heute betreiben sie Oberschulen in Istanbul und Beirut und Los Angeles.

### Zusammenschluss
Im Jahr 2000 beschloss die Generalversammlung, die beiden selbstständigen Ordenshäuser von Wien und Venedig wieder zu vereinen. Der Wiener Generalprior Paulus Kodjanian trat von seinem Amt zurück und Pater Elia Kilaghbian wurde zum Generalabt der wiedervereinigten Ordensgemeinschaft gewählt. Das Generalat und der Generalabt residieren in Venedig. 
Am 20. Mai 2005 wurde Pater Elia Kilaghbian in Venedig als Knight Commander in den Lazarus-Orden aufgenommen und mit dem Großkreuz ausgezeichnet. 2010 war er Teilnehmer an der Sonderversammlung der Bischofssynode für den Nahen Osten.

## Tätigkeiten

### Aktivitäten nach Gründungsprogramm
1. Die Mechitaristen verlegen Literatur zur Patristik, einige Werke sind in armenischer Sprache und andere sind Übersetzungen griechischer bzw. aramäischer Originale (klassischer Werke), die wiederum heute nicht mehr existieren. Im Jahre 1789 entstand die erste Druckerei auf San Lazzaro.
2. Bis zum Ende des 20. Jahrhunderts druckten sie armenische Literatur und verbreiteten sie unter den Armeniern. Dadurch übten sie einen Einfluss auf die armenische Kultur und Bildung aus.
3. Sie sind Schulträger in Europa und Asien. In ihren Schulen bilden sie armenische Schüler bis zur Hochschulreife aus.
4. Sie arbeiten als Seelsorger in Armenien.

### Wirken
Die Mechitaristen sind bekannt für ihre Beiträge zur armenischen Philologie, Literatur, Bildung und Kultur sowie für die Veröffentlichung früher armenisch-christlicher Manuskripte. Sie waren die wesentlichen Protagonisten, die die Renaissance der armenischen Kultur und Bildung (Schulerziehung) in der Neuzeit beförderten. Aufgrund ihrer Kenntnisse des Orients und Okzidents waren sie in der Geschichte auch Brückenbauer und Berater für Fragen, die den Dialog und Umgang untereinander betreffen.

## Weitere Einrichtungen

### Akademie der Mechitaristen Venedig
Die Armenische Akademie in San Lazzaro, welche die venezianischen Mechitaristen (Ordo Mechitaristarum Venetiarum) im Jahre 1806 ursprünglich in Rom gründeten, gewann relativ schnell eine Reputation als wichtige armenische Bildungseinrichtung. Die Akademie verlegt seit dem Jahre 1843 ein wissenschaftliches und literarisches Journal mit dem Titel Pazmaveb. Im Jahre 1836 gab die Akademie erstmals ein Wörterbuch in armenischer Sprache heraus. Heute werden von der Akademie noch viele wissenschaftliche Werke in armenischer Sprache publiziert.
Die Akademie nimmt auch Nichtkatholiken als Ehrenmitglieder in ihre Reihen auf. Die Bibliothek in San Lazzaro gehört in Bezug auf Reichtum an orientalischen Handschriften zu den bedeutendsten Europas.

## Publikationen
- Die Religion in Betrachtungen zum Gebrauche Aller, die mit aufrichtigem Herzen Gott suchen, besonders für diejenigen, welche sich mit der Kindererziehung beschäftigen, nach Abbé Rohrbacher von Abbé Müller, im Mutterhaus der christlichen Schulbrüder. Wien 1852.